# Burlington Fine Arts Club

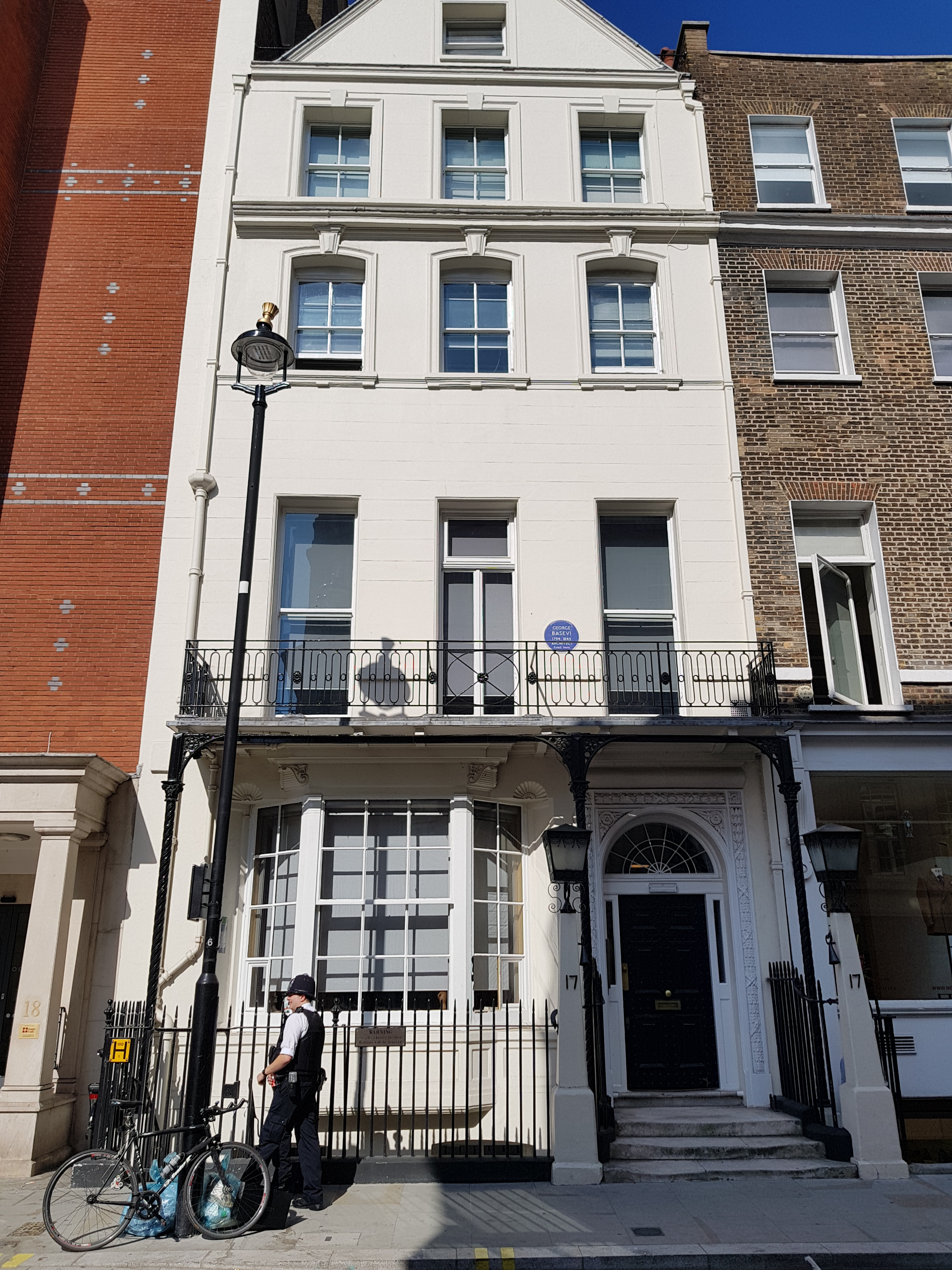
Edificio del antiguo club en el 17 Savile Row

Burlington Fine Arts Club (BFAC) fue un club de caballeros de Londres para artistas y coleccionistas de arte. Establecido en 1866, fue disuelto en 1952, tras declararse en quiebra el año anterior.
A diferencia de otros clubes de caballeros de la época, como el Athenaeum o el Garrick, que también mostraban cierto interés en las artes —y contaban con numerosos socios de las distintas artes—, estos eran más bien lugares de encuentro entre sus socios, el BFAC pretendía convertirse en un lugar para la exposición de obras de arte.

## El incidente Whistler
Destacados socios del club incluían, aunque brevemente, a James McNeill Whistler, Dante Gabriel Rossetti y su hermano, William Michael Rossetti. Los hermanos Rossetti dimitieron tras la expulsión de Whistler a finales de 1867.
Whistler fue propuesto como socio, a principios de 1866, por el recién nombrado director de The National Gallery, William Boxall. Fue expulsado a finales del año tras ser acusado por su cuñado, Seymour Haden, también socio, de agresiones contra él.